# Ozza Mons
Ozza Mons is een inactieve vulkaan op de planeet Venus. Ozza Mons werd in 1982 genoemd naar Ozza, een Perzische godin.
De vulkaan heeft een diameter van 507 kilometer en bevindt zich in het zuiden van het quadrangle Atla Regio (V-26).
In 2011 werden in de Ganis Chasma-kloof bij Ozza Mons en Maat Mons vier oppervlakte-hotspots van verschillende intensiteit waargenomen, wat wijst op mogelijke vulkanische activiteit.